# موزي عزت
موزي عزت (بالإنجليزية: Muzzy Izzet)‏ (مواليد 31 أكتوبر 1974) هو لاعب كرة قدم. يلعب مع منتخب تركيا لكرة القدم. سبق له أن لعب في كأس العالم لكرة القدم مع منتخب بلاده.

## روابط خارجية
- موزي عزت على موقع الاتحاد الدولي (مؤرشف)  (الإنجليزية)
- موزي عزت على موقع اتحاد تركيا (لاعب) (الإنجليزية)
- موزي عزت على موقع قاعدة بيانات كرة القدم.إي يو (الإنجليزية)
- موزي عزت على موقع ناشيونال فوتبول تيمز (الإنجليزية)
- موزي عزت على موقع Soccerbase.com (لاعب) (الإنجليزية)
- موزي عزت على موقع عالم كرة القدم.نت (الإنجليزية)
- موزي عزت على موقع كووورة